# Антоновка (Кагарлыкский район)
Анто́новка (укр. Антонівка) — село, входит в Кагарлыкский район Киевской области Украины.
Население по переписи 2001 года составляло 198 человек. Почтовый индекс — 09221. Телефонный код — 4573. Занимает площадь 2,088 км². Код КОАТУУ — 3222284802.

## Местный совет
09221, Київська обл., Кагарлицький р-н. с.Леонівка, вул. Леніна,1, тел. 3–42-45  (укр.)